# Laurent Bonnart
Laurent Bonnart (ur. 25 grudnia 1979 w Chambray-les-Tours) – francuski piłkarz występujący na pozycji obrońcy lub defensywnego pomocnika. Obecnie gra w AC Ajaccio.

## Kariera klubowa
Jest wychowankiem Tours FC, następnie przez wiele lat reprezentował barwy Le Mans, dla którego rozegrał 240 ligowych pojedynków. Do Marsylii trafił w 2007 roku. W 2010 roku 21 września podpisał 3 letni kontrakt z AS Monaco.
18 lipca 2011 roku podpisał 2–letni kontrakt z pierwszoligowym Lille OSC.
18 czerwca 2013 roku podpisał kontrakt z pierwszoligowym AC Ajaccio.
| Sezon   | Klub               | Kraj    | Rozgrywki  | Mecze | Bramki | Rozgrywki Europy                    | Mecze | Bramki |
| ------- | ------------------ | ------- | ---------- | ----- | ------ | ----------------------------------- | ----- | ------ |
| 1997/98 | Tours FC           | Francja | National   | 16    | 2      | -                                   | -     | -      |
| 1998/99 | Le Mans FC         | Francja | Division 2 | 0     | 0      | -                                   | -     | -      |
| 1999/00 | Le Mans FC         | Francja | Division 2 | 13    | 1      | -                                   | -     | -      |
| 2000/01 | Le Mans FC         | Francja | Division 2 | 33    | 0      | -                                   | -     | -      |
| 2001/02 | Le Mans FC         | Francja | Division 2 | 33    | 1      | -                                   | -     | -      |
| 2002/03 | Le Mans FC         | Francja | Ligue 2    | 38    | 2      | -                                   | -     | -      |
| 2003/04 | Le Mans FC         | Francja | Ligue 1    | 27    | 0      | -                                   | -     | -      |
| 2004/05 | Le Mans FC         | Francja | Ligue 2    | 36    | 0      | -                                   | -     | -      |
| 2005/06 | Le Mans FC         | Francja | Ligue 1    | 35    | 0      | -                                   | -     | -      |
| 2006/07 | Le Mans FC         | Francja | Ligue 1    | 20    | 0      | -                                   | -     | -      |
| 2007/08 | Olympique Marsylia | Francja | Ligue 1    | 35    | 0      | Liga Mistrzów UEFA Liga Europy UEFA | 6 4   | 0 0    |
| 2008/09 | Olympique Marsylia | Francja | Ligue 1    | 31    | 0      | Liga Mistrzów UEFA Liga Europy UEFA | 8 2   | 0 0    |
| 2009/10 | Olympique Marsylia | Francja | Ligue 1    | 31    | 0      | Liga Mistrzów UEFA Liga Europy UEFA | 4 4   | 0 0    |
| 2010/11 | AS Monaco          | Francja | Ligue 1    | 25    | 0      | -                                   | -     | -      |
| 2011/12 | Lille OSC          | Francja | Ligue 1    | 11    | 0      | Liga Mistrzów UEFA                  | 1     | 0      |
| 2012/13 | Lille OSC          | Francja | Ligue 1    | 5     | 0      | Liga Mistrzów UEFA                  | 1     | 0      |
| 2013/14 | AC Ajaccio         | Francja | Ligue 1    | 0     | 0      | -                                   | -     | -      |

Stan na: 19 czerwca 2013 r.